# Serie A1 GRF
La Serie A1 GRF (come viene chiamato il Campionato italiano di Serie A1 di Ginnastica Ritmica Femminile nei referti della FGI) è il 
massimo livello professionistico tra i campionati italiani di ginnastica ritmica femminile a squadre. È organizzato dalla Federazione Ginnastica d'Italia.
Nell'anno 1997 è stata introdotta la distinzione tra le serie «A1» e «A2».
La massima competizione individuale è invece rappresentata dai Campionati assoluti.

## Formula
È una competizione tra 12 squadre; per ciascuna possono competere da 3 a 6 ginnaste.
Il campionato si suddivide in 3 prove (o gare, o tappe), ogni prova prevede una competizione per ogni attrezzo e una classifica finale della prova.Per ogni squadra viene scartato
il punteggio più basso ottenuto nelle tre tappe. 
Dal 2020 è stata introdotta la formula della Final Six, per la quale dopo le prime 3 prove le migliori sei squadre in classifica partecipano a un'ulteriore tappa per stabilire la vincitrice.
Ogni società deve utilizzare almeno 2 proprie ginnaste, e può avvalersi della partecipazione di una ginnasta straniera non residente (che può competere al massimo in 2 attrezzi) o 
di una ginnasta in prestito.
Al termine di ogni campionato le ultime tre squadre in classifica retrocedono alla Serie A2, e nell'edizione successiva il loro posto viene preso dalle prime squadre classificate 
nella serie A2 della stagione conclusa. 
La squadra vincitrice dello Scudetto è quella che al termine delle gare di campionato ha il punteggio maggiore, e può fregiarsi del titolo di «Campione d'Italia».

## Le prove
Per ogni attrezzo possono competere fino a quattro ginnaste di ogni squadra, prendendo in considerazione al fine della classifica solamente i migliori tre punteggi.
Esiste la possibilità di assegnare titoli ex aequo.
Gli attrezzi sono:
1. Fune
2. Cerchio
3. Palla
4. Clavette
5. Nastro

Ogni ginnasta che gareggia per la propria squadra deve salire su almeno un attrezzo.

## Albo d'oro
| Edizione | Stagione | Società vincitrice                 | Nº scudetto della società |
| -------- | -------- | ---------------------------------- | ------------------------- |
| I        | 1986     | Flaminio Roma                      | 1º                        |
| II       | 1987     | Muggiò 75                          | 1º                        |
| III      | 1988     | Muggiò 75                          | 2º                        |
| IV       | 1989     | Muggiò 75                          | 3º                        |
| V        | 1990     | Muggiò 75                          | 4º                        |
| VI       | 1991     | Muggiò 75                          | 5º                        |
| VII      | 1992     | Muggiò 75                          | 6º                        |
| VIII     | 1993     | Muggiò 75                          | 7º                        |
| IX       | 1994     | Comense                            | 1º                        |
| X        | 1995     | Aurora Fano                        | 1º                        |
| XI       | 1996     | Petrarca Arezzo                    | 1º                        |
| XII      | 1997     | Rubattino Genova                   | 1º                        |
| XIII     | 1998     | Aurora Fano                        | 2º                        |
| XIV      | 1999     | Aurora Fano                        | 3º                        |
| XV       | 2000     | Aurora Fano                        | 4º                        |
| XVI      | 2001     | Aurora Fano                        | 5º                        |
| XVII     | 2002     | Aurora Fano                        | 6º                        |
| XVIII    | 2003     | Aurora Fano                        | 7º                        |
| XIX      | 2004     | Aurora Fano                        | 8º                        |
| XX       | 2005     | Aurora Fano                        | 9º                        |
| XXI      | 2006     | Aurora Fano                        | 10º                       |
| XXII     | 2007     | Virtus Gallarate                   | 1º                        |
| XXIII    | 2008     | Virtus Gallarate/Armonia d’Abruzzo | 2/1º                      |
| XXIV     | 2009     | Armonia d’Abruzzo                  | 2º                        |
| XXV      | 2010     | Armonia d’Abruzzo                  | 3º                        |
| XXVI     | 2011     | Armonia d’Abruzzo                  | 4º                        |
| XXVII    | 2012     | Armonia d’Abruzzo                  | 5º                        |
| XXVIII   | 2013     | Armonia d’Abruzzo                  | 6º                        |
| XXIX     | 2014     | San Giorgio ’79                    | 1°                        |
| XXX      | 2015     | Armonia d’Abruzzo/San Giorgio ‘79  | 7°/2°                     |
| XXXI     | 2016     | San Giorgio ‘79                    | 3°                        |
| XXXII    | 2017     | Ginnastica Fabriano                | 1°                        |
| XXXIII   | 2018     | Ginnastica Fabriano                | 2°                        |
| XXXIV    | 2019     | Ginnastica Fabriano                | 3º                        |
| XXXV     | 2020     | Ginnastica Fabriano                | 4º                        |
| XXXVI    | 2021     | Ginnastica Fabriano                | 5º                        |
| XXXVII   | 2022     | Ginnastica Fabriano                | 6º                        |
| XXXVIII  | 2023     | Ginnastica Fabriano                | 7º                        |
| XXXIX    | 2024     | Ginnastica Fabriano                | 8º                        |
| XL       | 2025     | Raffaello Motto Viareggio          | 1º                        |